# Chester I. Barnard
Chester I. Barnard (Chester Irving Barnard; * 7. November 1886 in Malden, Massachusetts; † 7. Juni 1961 in New York City) war ein US-amerikanischer Unternehmensleiter und soziologischer Management-Theoretiker, der die Natur der Betriebsorganisation studierte. Er war Präsident der Rockefeller Foundation.
Obwohl er selbst kein Akademiker war, wurde sein erstes Buch Functions of the Executive von 1938 schnell zum Standardwerk für den universitären Unterricht im Fach Organisationssoziologie und -theorie.

## Leben
Aufgewachsen in Massachusetts, musste er sich seinen Lebensunterhalt nahezu selber finanzieren. Sein Studium am Harvard College brach er vorzeitig ab und trat im Alter von 23 Jahren bei AT&T eine Arbeitsstelle an. Er blieb dem Unternehmen bis zu seiner Pensionierung treu und war zwischen 1927 und 1948 Präsident der Bell Telefone Laboratories in New Jersey. Im Jahr 1939 wurde er in die American Academy of Arts and Sciences gewählt. Seit 1943 war er gewähltes Mitglied der American Philosophical Society.

## Schaffen
Der theoretisch interessierte Praktiker Barnard untersuchte erstmals, wie man ein System, das aus mehreren Akteuren besteht, koordiniert. Seine Gedanken fanden später unter Herbert A. Simon Eingang in die Organisationstheorie und werden seither weitergeführt.
Er veröffentlichte nur zwei Bücher über Organisationstheorie und Management, die aber in der Tradition systemtheoretischer und entscheidungstheoretischer Organisationsforschung von großer Bedeutung sind. Barnard war ein wichtiger Vertreter der Anreiz-Beitrags-Theorie.

## Werke
- The Functions of the Executive. Harvard University Press, Cambridge (Mass.) 1938 
  - Die Führung großer Organisationen. Girardet, Essen 1970
- Organization and Management. Harvard University Press, Cambridge (Mass.) 1948
  - Organisation und Management. Ausgewählte Aufsätze. Poeschel, Stuttgart 1969